# Atomaria nigricollis
Atomaria nigricollis là một loài bọ cánh cứng trong họ Cryptophagidae. Loài này được Casey miêu tả khoa học năm 1900.